# Internet Vikings
Internet Vikings International AB (укр. ?) — шведський провайдер хостингу, доменних імен, сервісів збору даних та маркетингових рішень у сфері захисту брендового трафіку, заснований у 2008 році.
Компанія фокусується на індустріях грального бізнесу та електронної комерції як на своїх основних ринках.
Штаб-квартира компанії знаходиться в Стокгольмі (Швеція). Інші офіси розташовані у Слімі (Мальта), Одесі, Харкові та Полтаві (Україна). Генеральний директор компанії — Пітер Екмарк.

## Історія
Internet Vikings була заснована у 2008 році двома шведськими підприємцями Рікардом Вікстремом та Віктором Єрліном. І Рікард, і Віктор були частиною шведської IT культури на початку 2000-х.
2015 року Віктор Єрлін проживав на Мальті, яка, як відомо, є європейською столицею грального бізнесу, що сприяло поглибленню зацікавленості керівництва компанії цим сектором. Після дослідження та аналізу ринку, керівництво вирішило зосередитись на галузі ігор як на ключовому ринку, що в свою чергу призвело до активного зростання компанії. 2018 року компанія отримала обсяг продажів близько 40 млн. Шведських крон (приблизно 3,75 млн. Євро) та прибуток понад 1 млн. Шведських крон.
У вересні 2019 року, піонер індустрії грального бізнесу, колишній генеральний директор Svenska Spel, Eniro та Mr Green, Єспер Шаррбрінк приєднався до Internet Vikings в якості нового голови правління. Саме цей момент можна назвати початком серії змін під назвою Internet Vikings 2.0. Продовженням цієї серії стало призначення Пітера Екмарка генеральним директором компанії.
На зламі 2019 року Internet Vikings уклали дві великі угоди. Спершу, у грудні 2019 року, компанія поглинула Costa PBN, постачальника SEO контенту та конкурента в галузі SEO продуктів, таких як сайти захисту брендів та мережі контент сайтів, побудовані під ключ. Потім, у січні 2020 року, Internet Vikings були обрані постачальником хостингу для  Green Jade Games, лідера розробки продуктів для ігрової індустрії.
У лютому 2020 року, Internet Vikings оголосили про відкриття нового офісу на Мальті. У березні Стефан Баклунд, експерт з B2B маркетингу, який раніше працював з Philips, Klarna та Trustly, приєднався до Правління. Загалом, у 2020 році штат компанії зріс на третину, що дозволило компанії запустити нові продукти, а саме Managed Brand Protection та Backlink API.

### Назва
Протягом своєї історії компанія змінила кілька назв, серед яких були Acuity, Internetbolaget та Polar Bear Group. Назва Internet Vikings була затверджена 2018 року. 

### Продукти і послуги
Набір послуг Internet Vikings включає хостинг у ключових юрисдикціях, доменні імена, управління ними та сервіс збору даних. Також до послуг входять маркетингові рішення, такі, як: сайти захисту брендового трафіку, контент сайти та керований захист брендованого трафіку.